# Весета
Ве́сета (латыш. Veseta, Vesete, Vecā Veseta) — река в Латвии. Течёт по территории Мадонского и Айзкраукльского краёв. Правый приток нижнего течения Айвиексте.
Длина реки составляет 56 км (по другим данным — 60,8 км). Площадь водосборного бассейна равняется 314 км². Объём годового стока — 0,093 км³. Уклон — 2 м/км, падение — 110 м.
Вытекает из озера Калэзерс.
Крупнейший приток — Савите, длиной 25 км.